# المقاومة الشعبية (درعا)
المقاومة الشعبية هي جماعة متمردة تعمل في محافظة درعا. أعلنت الجماعة نفسها علنًا في نوفمبر 2018. وصف المتحدث باسمها، سيف الحوراني، المقاومة الشعبية بأنها «امتداد للثورة السورية التي لم تنفصل عنها قط». الهدف المعلن للمقاومة الشعبية هو الإطاحة بالحكومة وطرد الميليشيات الموالية للحكومة من البلاد. شنت المجموعة، المكونة بشكل أساسي من مقاتلين سابقين في الجيش السوري الحر ورجال يواجهون التجنيد العسكري، تمردًا ضد الجيش السوري وأجهزة المخابرات والميليشيات المدعومة من إيران ومقاتلي المعارضة المتصالحين العاملين مع الحكومة السورية. تشن الجماعة هجماتها بطريقة حرب العصابات على مواقع حكومية مثل نقاط التفتيش، وتستهدف المسؤولين والجنود بالاغتيالات.